# José Cândido de Queirós Lima
José Cândido de Queirós Lima (Beberibe, 27 de setembro de 1849 — Boa Viagem, 27 de novembro de 1934) foi sacerdote católico e professor brasileiro.

## Biografia
Nasceu na fazenda São Pedro, em Beberibe, então ligado ao município de Cascavel, filho de Antônio Franklin de Queirós e Maria Sabina de Queirós.
Ingressou no Seminário de Fortaleza em 11 de março de 1874, matrícula n.º 337. Recebeu as ordens sacras em 7 de novembro de 1880 de Dom Luis Antônio dos Santos, primeiro bispo do Ceará e celebrou sua primeira missa no dia 14 do mesmo mês. Naquele ano, ocupou as cátedras de Português e Latim no seminário em que se ordenou.
Em 1881 exerceu o ministério como capelão no distrito de Califórnia, da freguesia de Quixadá. No início do ano seguinte, foi nomeado vigário de Boa Viagem, em substituição ao padre Francisco Inácio da Costa Mendes (irmão do jornalista Álvaro da Cunha Mendes), empossado em 2 de abril. Foi transferido para a recém-criada freguesia de Beberibe em 14 de janeiro de 1884, tendo antes empossado seu sucessor em Boa Viagem, o padre Raimundo Teles de Sousa. Tomou posse da freguesia de Beberibe em 2 de março daquele ano, ali permanecendo até 21 de julho de 1885, quando voltou a lecionar no Seminário de Fortaleza, onde ocupou a cadeira de Português. Sucedeu-lhe o cônego Francisco Ribeiro Bessa.
Em 1 de julho de 1887, foi nomeado vigário de Maria Pereira (atual Mombaça), tomando posse trinta dias depois. Foi o 11º vigário daquela freguesia, pela qual passaria por um período conturbado, até 31 de janeiro de 1898, quando pediu ao bispo diocesano exoneração do cargo. Segundo o historiador Augusto Tavares de Sá e Benevides, sua saída foi ocasionada por um grande aborrecimento o qual jamais revelou. Aceitando seu pedido, o bispo D. Joaquim José Vieira deu-lhe liberdade para escolher qualquer freguesia do bispado. José Cândido escolheu a de Boa Viagem, cujos fiéis, em 1895, haviam-no convidado para reassumi-la, mas que não pôde aceitar em razão de abaixo-assinado do povo de Maria Pereira reivindicando sua permanência naquela freguesia. Assumiu o paroquiato de Boa Viagem em 26 de março de 1898.
Por indicação de Dom Manuel da Silva Gomes, foi agraciado com o título de Monsenhor Camareiro de Sua Santidade, o Papa Bento XV, em 28 de maio de 1915. Exerceu ainda as funções de vigário forâneo durante vários anos, sendo substituído, em julho de 1934, pelo vigário de Quixadá, padre Luís Braga Rocha.
Após 33 anos ininterruptos de paroquiato, pediu para ser substituído, em janeiro de 1931. Empossado seu substituto, o padre Francisco José de Oliveira, passou a residir na fazenda Bom Desejo, de seu amigo José Leal de Oliveira, onde passou a celebrar missa diariamente e a pregar a catequese aos domingos e dias santos. Faleceu aos 85 anos de idade, tendo recebido a extrema unção e o santo viático, assistido pelo então vigário, padre José Terceiro de Sousa, e pelo padre João Epifânio de Freitas Guimarães (filho de Américo Militão de Freitas Guimarães), seu amigo de longa data e ex-vigário da freguesia vizinha de Pedra Branca. Seu corpo foi sepultado no dia seguinte ao de sua morte, na capela-mor da matriz da cidade, a qual deu seu nome à sua praça principal, na qual existe um busto seu, inaugurado em 1 de janeiro de 1952.